# Helberskov
 Der er for få eller ingen kildehenvisninger i denne artikel, hvilket er et problem. Du kan hjælpe ved at angive troværdige kilder til de påstande, som fremføres i artiklen.

Helberskov er en landsby med 100 indbyggere, den ligger ved foden af en 24 m høj bakkeø – kaldet "Bjerget", 1,5 km nord for Als Odde ved mundingen af Mariager Fjord. Der er ved "Bjerget", fundet spor af en jernalderbebyggelse.[kilde mangler]

## Historie
Omkring år 1800 blev de fleste danske landsbyer udskiftede, og i mange landsbyer betød dette, at gårdene flyttede ud på marken.
Sådan gik det ikke i Helberskov. Her var det kun 2 af de 21 gårde, der flyttede ud.
Årsagen skal findes i landskabet. Helberskovs agerjord lå tæt på landsbyen, og de våde enge indbød ikke til at bo på, så gårdene blev i byen og de ligger tæt. Det betyder at Helberskovs oprindelige byplan, stort set er intakt og området mellem Havnø og Helberskov opleves som mere øde, end vi er vant til i det danske landskab.[kilde mangler]
Helberskov et et eksempel på en "forteklyngeby". Kendetegnende for en forteklyngeby er, at landsbyen består af gårde, der ligger omkring en større ubebygget plads kaldet forten, med tilhørende gadekær.
Resten af forteområdet kan man stadig finde spor af, bag byens købmandsforretning.
Helberskov rummer mange fine bindingsværksgårde, selv om nogle af ejerne har malet bindingsværkets tavl i andre farver end dem, der har været typiske for Helberskov, nemlig hvid- eller gulkalkede tavl uden stafferinger. Gårdene i Helberskov er traditionelt firelængede, med lukket gård og stuehusene lagt i syd.
Helberskov bestod op gennem middelalderen af selvejergårde, men dette blev ændret efter bondeoprøret og Grevens fejde.[kilde mangler] Adskillige domme fra Landstinget i Viborg, dømmer i 1536 selvejerbønderne i Helberskov til at være fæstere under godserne Visborggård og Havnø.
Beliggenheden ved fjordens munding har gjort at området omkring Helberskov og Als Odde, har haft militær betydning. Der har tidligere været en skanse her og der har siden middelalderen og ind til sidst i 1800-tallet været færgested her, Trafikken var tæt ved Als Odde, studende svømmede over fjorden, når de blev drevet sydpå, for at blive solgt på de store studemarkeder i Holsten. Færgestedets betydning understreges af at der var en kro på begge sider – en i Helberskov og en i Udbyneder. Kroen og gæstgiveriets bygninger i Helberskov eksisterer stadig i dag, dog som privat bolig.[kilde mangler]
Det flade fjordland vest for Helberskov, mod Havnø, var tidligere karakteriseret af våde engstrækninger, der var optimale til datidens landbrug baseret på kvæg. Kvægavlen mistede dog sin betydning og bønderne fik behov for at dyrke korn i stedet. Et storstilet inddæmnings- og dræningsprojekt blev igangsat. Man byggede en stor dæmning langs fjorden, anlagde pumpestationer, drænede jorden og gravede mange kilometer grøfter. Jorden langs yderfjorden blev forvandlet fra våde enge til landbrugsland. Helberskov Landvindingslaug som den gang tog dette initiativ, eksisterer i dag og står stadig for vedligehold af grøfter og pumpestationer.[kilde mangler]
Netop det gamle laugsystem, er kendetegnende for landsbyen Helberskov. Man har således her stadig det gamle bylaug, som hvert år, under ledelse af laugets Oldermand, står for fordeling og udlejning af den tilbageværende del af byens fællesjord. En rest af de gamle landsby traditioner fra middelalderen
De fattige sandjorder har svært ved at brødføde den fattige landsby, og tidligt i 1800 tallet ses flere af bondesønnerne, nu at sætte deres hu til havet. Under Englandskrigene 1801 – 14, påmønstrer adskillige unge mænd fra Helberskov kaperskibe fra Hobro, Mariager, Randers, Arhus og Assens på Fyn.
At kaperi var en god forretning ses af, at flere af gårdene i Helberskov bærer spor af opblomstring i byggestilen, fra netop denne periode.
At det ikke altid gik lige godt med kaperiet, ses af at, den engelske flåde (Royal Navy), har registreret 18 navngivne fanger fra Helberskov, på "Prison-skibene" i Themsen, fra samme periode.
I perioden 1880–1950 udvandrede en stor del af Helberskovs befolkning til Amerika, og man regner med at der i dag, findes dobbelt så mange personer i USA, med rod i Helberskov end i landsbyen selv.[kilde mangler]

## Tyskerne på Bjerget
Under anden verdenskrig havde tyskerne et militært støttepunkt og lyttestation på "Bjerget", men ved kapitulationen den 4. maj 1945 om aftenen, ville den tyske kommandant: Oberleutnant Simon, ikke overgive sig til den danske modstandsbevægelse. Kommandanten havde svært ved at tro på frihedsbudskabet og ville først overgive sig når der forelå nærmere instruks. Han og en del af hans folk gravede sig yderligt ned i "Bjerget" og forstærkede befæstningen. Han tillod desuden ikke at Helberskovs borgere begyndte at feste over frihedsbudskabet. Den lokale købmand hejste i sin glæde over frihedsbudskabet Dannebrog, men tyskerne savede flagstangen over og truede borgerne med repressalier, hvis de flagede eller på anden måde foretog handlinger, som tyskerne kunne opfatte som demonstration. Harmen slog for alvor igennem, hos de borgerne, da en af lodserne på Als Odde, Ib Welling, blev fundet skudt på Als Odde ved middagstid den 6. maj. Lods Ib Welling var skudt ned bagfra. Dræbt med ni skud, heraf otte fra en maskinpistol, affyret fra klods hold. På stedet hvor han blev fundet, ligger en natursten med hans navn på.
Forhandlinger med den tyske kommandant, på "Bjerget", gav intet resultat og man måtte tilkalde en engelsk panserkolonne fra Randers. Den engelske styrke, under kommando af Secondleutenant Phipps, blev i triumftog, modtaget som helte af Helberskovs borgere og kl 1400 den 10. maj overgav de tyske styrker på "Bjerget" sig og begyndte deres march mod Tyskland.